# 蒂耶夫尔 (索姆省)
蒂耶夫尔（法語：Thièvres，法語發音：[tjɛvʁ]）是法国上法蘭西大區索姆省的一个市镇，与加来海峡省同名市镇相邻，属于亚眠区。

## 地理
蒂耶夫尔（50°7'41"N, 2°27'20"E）面积3.67 平方千米，位于法国上法蘭西大區索姆省，该省份为法国北部沿海省份，北起加来海峡省和北部省，西接滨海塞纳省和大西洋英吉利海峡，南至瓦兹省，东临埃纳省。
与蒂耶夫尔接壤的市镇（或旧市镇、城区）包括：法姆雄、萨尔通、蒂耶夫尔、欧蒂、马里约、沃谢勒莱索蒂。
蒂耶夫尔的时区为UTC+01:00、UTC+02:00（夏令时）。

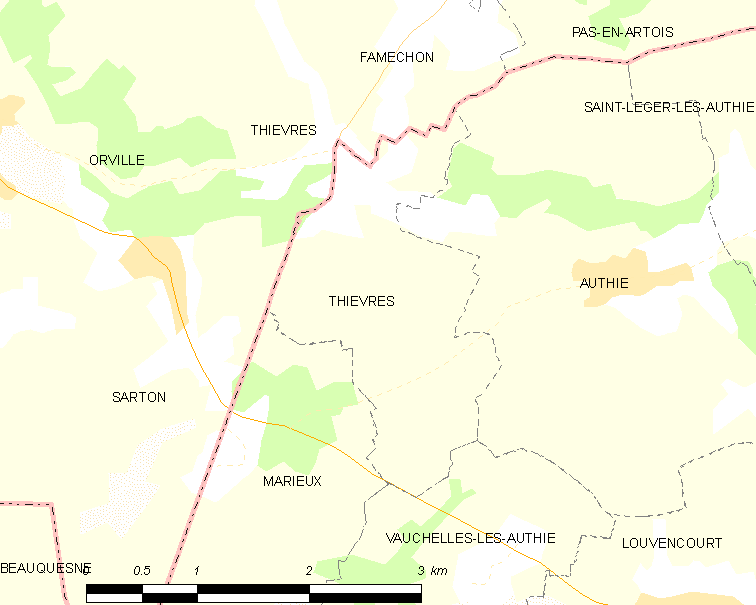
蒂耶夫尔的OSM定位图

## 行政
蒂耶夫尔的邮政编码为62760，INSEE市镇编码为80756。

## 政治
蒂耶夫尔所属的省级选区为阿尔贝县。

## 人口

1962-2008年间蒂耶夫尔人口变化图示

蒂耶夫尔于2022年1月1日时的人口数量为57人。